# Természetes sűrűség
A matematika, azon belül a számelmélet területén természetes sűrűség (aszimptotikus sűrűség vagy aritmetikai sűrűség) a természetes számok halmazán belül egy részhalmaz nagyságát meghatározó egyik mérték.
Természetes intuíció alapján úgy vélhetnénk, hogy a négyzetszámok kevesebben vannak a pozitív egész számoknál, hiszen a négyzetszámok eleve pozitív egészek, és rajtuk kívül rengeteg pozitív egész szám létezik. Valójában azonban a pozitív egész számok éppen ugyanannyian vannak, mint a négyzetszámok: mindkét halmaz végtelen, megszámlálható, ezért létezik közöttük 1:1 megfeleltetés. Ennek ellenére, ha a természetes számokon növekvő sorrendben végigmegyünk, egyre kevesebb négyzetszámot találunk. Ezt az intuíciót próbálja precízen megragadni a természetes sűrűség fogalma.
Ha véletlenszerűen kiválasztunk az [1, n] intervallumból egy egész számot, akkor annak a valószínűsége, hogy az A halmazba tartozik, éppen az A halmaz [1, n]-be eső elemeinek száma elosztva az [1, n]-be eső természetes számok számával. Ha ez a valószínűség valamilyen határértékhez tart, miközben n tart a végtelenhez, akkor ezt a határértéket tekintjük A természetes sűrűségének. Ez a szám úgy is felfogható, hogy az A halmazból való elemválasztás valószínűsége. Valóban, az aszimptotikus sűrűséggel (és néhány más sűrűségfajtával) a valószínűségi számelmélet foglalkozik.
Az aszimptotikus sűrűséggel szembe szokás állítani például a Schirelmann-sűrűséget. Az aszimptotikus sűrűség alkalmazásának egyik hátránya, hogy {\displaystyle \mathbb {N} } nem minden részhalmazára értelmezhető.

## Definíció
Pozitív egész számok egy A részhalmaza α aszimptotikus sűrűséggel rendelkezik, ha 1 és n közti természetes számok között az A elemeinek aránya aszimptotikusan α, ahogy n tart a végtelenhez.
Explicitebben, definiáljuk a természetes számokon értelmezett a(n) számláló függvényt úgy, hogy az minden n-re megadja az A-ban található, n-nél nem nagyobb elemek számát; ekkor az, hogy A természetes sűrűsége α a következőt jelenti:
a(n)/n → α, ahogy n → +∞.
A definícióból következik, hogy ha az A halmaz α természetes sűrűséggel bír, akkor 0 ≤ α ≤ 1.

### Alsó és felső aszimptotikus sűrűségek
Legyen {\displaystyle A} az {\displaystyle \mathbb {N} =\{1,2,\ldots \}} természetes számok egy részhalmaza. Bármely {\displaystyle n\in \mathbb {N} }-re legyen {\displaystyle A(n)=\{1,2,\ldots ,n\}\cap A} és {\displaystyle a(n)=|A(n)|}.
Az {\displaystyle A} felső aszimptotikus sűrűségét, {\displaystyle {\overline {d}}(A)}-t a következőképpen definiáljuk:
{\displaystyle {\overline {d}}(A)=\limsup _{n\rightarrow \infty }{\frac {a(n)}{n}}}
ahol lim sup a legkisebb felső korlát. {\displaystyle {\overline {d}}(A)}-t egyszerűen az {\displaystyle A} felső sűrűségének is nevezik.
Hasonlóan {\displaystyle {\underline {d}}(A)}, az {\displaystyle A} alsó aszimptotikus sűrűsége a következőképpen határozható meg:
{\displaystyle {\underline {d}}(A)=\liminf _{n\rightarrow \infty }{\frac {a(n)}{n}}}
Akkor mondható el, hogy {\displaystyle A} aszimptotikus sűrűsége {\displaystyle d(A)} ha {\displaystyle {\underline {d}}(A)={\overline {d}}(A)}, amikor is {\displaystyle d(A)} ezzel a közös értékkel egyezik meg.
Ez a definíció a következőképpen is megfogalmazható:
{\displaystyle d(A)=\lim _{n\rightarrow \infty }{\frac {a(n)}{n}},}
ha a határérték létezik.
Bizonyítható, hogy a definíciókból az alábbiak is következnek. Ha az {\displaystyle \mathbb {N} } részhalmazát felírjuk növekvő sorozatként:
{\displaystyle A=\{a_{1}<a_{2}<\ldots <a_{n}<\ldots ;n\in \mathbb {N} \}}
akkor
{\displaystyle {\underline {d}}(A)=\liminf _{n\rightarrow \infty }{\frac {n}{a_{n}}},}
{\displaystyle {\overline {d}}(A)=\limsup _{n\rightarrow \infty }{\frac {n}{a_{n}}}}
és
{\displaystyle d(A)=\lim _{n\rightarrow \infty }{\frac {n}{a_{n}}}}
ha a határérték létezik.

### Megjegyzés
A sűrűség valamelyest gyengébb meghatározása a felső Banach-sűrűség; vegyünk egy {\displaystyle A\subseteq \mathbb {N} } halmazt, ekkor legyen {\displaystyle d^{*}(A)} a következő:
{\displaystyle d^{*}(A)=\limsup _{N-M\rightarrow \infty }{\frac {|A\bigcap \{M,M+1,\ldots ,N\}|}{N-M+1}}}

## Tulajdonságok és példák
- Ha valamely A halmaznak létezik d(A) természetes sűrűsége, akkor a komplementerhalmazra igaz, hogy d(Ac) = 1 − d(A).
- Ha {\displaystyle d(A)}, {\displaystyle d(B)} és {\displaystyle d(A\cup B)} léteznek, akkor {\displaystyle \max\{d(A),d(B)\}\leq d(A\cup B)\leq \min\{d(A)+d(B),1\}}.
- Bármely A, B halmazra {\displaystyle {\underline {d}}(A)+{\overline {d}}(B)\leq {\overline {d}}(A\cup B)\leq {\overline {d}}(A)+{\overline {d}}(B)}.
- A természetes számok halmazának d(N) természetes sűrűsége éppen 1.
- Pozitív egész számok bármely F véges halmazára d(F) = 0.
- Ha {\displaystyle A=\{n^{2};n\in \mathbb {N} \}}, a négyzetszámok halmaza, akkor d(A) = 0.
- Ha {\displaystyle A=\{2n;n\in \mathbb {N} \}} a páros számok halmaza, akkor d(A) = 0,5. Hasonlóan, bármely {\displaystyle A=\{an+b;n\in \mathbb {N} \}} számtani sorozatra igaz, hogy d(A) = 1/a.
- Az összes prímszám P halmazára a prímszámtétel alapján d(P) = 0.
- A négyzetmentes számok halmazának sűrűsége {\displaystyle {\tfrac {6}{\pi ^{2}}}}
- A bővelkedő számok sűrűsége nem nulla.[3] Marc Deléglise 1998-ban megmutatta, hogy a bővelkedő és tökéletes számok aszimptotikus sűrűsége 0,2474 és 0,2480 között van.[4]
- Azon számok {\displaystyle A=\bigcup \limits _{n=0}^{\infty }\{2^{2n},\ldots ,2^{2n+1}-1\}} halmaza, melyek bináris kifejtése páratlan számjegyet tartalmaz jó példa olyan halmazra, aminek nincs aszimptotikus sűrűsége, mivel felső sűrűsége:

{\displaystyle {\overline {d}}(A)=\lim _{m\rightarrow \infty }{\frac {1+2^{2}+\cdots +2^{2m}}{2^{2m+1}-1}}=\lim _{m\rightarrow \infty }{\frac {2^{2m+2}-1}{3(2^{2m+1}-1)}}={\frac {2}{3}}\,,}
míg az alsó sűrűsége:
{\displaystyle {\underline {d}}(A)=\lim _{m\rightarrow \infty }{\frac {1+2^{2}+\cdots +2^{2m}}{2^{2m+2}-1}}=\lim _{m\rightarrow \infty }{\frac {2^{2m+2}-1}{3(2^{2m+2}-1)}}={\frac {1}{3}}\,.}
- Hasonlóan, a tízes számrendszerben 1-essel kezdődő számok halmazának sincs természetes sűrűsége: alsó sűrűsége 1/9, felső sűrűsége 5/9.[1]
- Tekintsük az {\displaystyle \{\alpha _{n}\}_{n\in \mathbb {N} }} egyenletes eloszlású sorozatot a {\displaystyle [0,1]} intervallumban, és definiáljunk egy monoton {\displaystyle \{A_{x}\}_{x\in [0,1]}} halmazcsaládot:

{\displaystyle A_{x}:=\{n\in \mathbb {N} \,:\,\alpha _{n}<x\}\,.}
Ekkor definíció szerint {\displaystyle d(A_{x})=x} minden {\displaystyle x}-re.

## Egyéb sűrűségfüggvények
A természetes számok részhalmazaira analóg módon hasonló sűrűségfüggvények definiálhatók. Például az A halmaz logaritmikus sűrűségén a következő határérték értendő (ha az létezik):
{\displaystyle \mathbf {\delta } (A)=\lim _{x\rightarrow \infty }{\frac {1}{\log x}}\sum _{n\in A,n\leq x}{\frac {1}{n}}\ .}
A felső és alsó logaritmikus sűrűségek is analóg módon definiálhatók.

## Fordítás
- Ez a szócikk részben vagy egészben a Natural density című angol Wikipédia-szócikk ezen változatának fordításán alapul.  Az eredeti cikk szerkesztőit annak laptörténete sorolja fel. Ez a jelzés csupán a megfogalmazás eredetét és a szerzői jogokat jelzi, nem szolgál a cikkben szereplő információk forrásmegjelöléseként.